# Cody Wise
Cody Wise (* 29. Dezember 1995) ist ein US-amerikanischer Rapper. Durch die Zusammenarbeit mit Will.i.am erlangte er internationale Bekanntheit.

## Karriere
Will.i.am wurde bei einer lokalen Aufführung von Who’s Loving You von The Jackson Five auf den zu dem Zeitpunkt 13 Jahre alten Wise aufmerksam. Durch die Unterstützung von Will.i.am wurde er bei Interscope Records unter Vertrag genommen. 2014 erschien die Single It’s My Birthday zusammen mit Will.i.am. Das Lied erreichte in der ersten Chartwoche Platz eins der britischen Single-Charts. Das Lied konnte außerdem Platz 4 in Australien und Platz 17 in Neuseeland erreichen. Im Mai 2015 wurde das Lied mit einer Goldenen Schallplatte in Großbritannien ausgezeichnet.
Im Jahr 2014 folgte noch die Single I’m So Excited mit Anja Nissen feat. Will.i.am. Das Lied konnte sich auf Platz 42 der australischen Charts platzieren.

## Diskografie

### Singles
- 2014: Love Like This

### Gastbeiträge
| Jahr | Titel Album        | Höchstplatzierung, Gesamtwochen, AuszeichnungChartplatzierungen (Jahr, Titel, Album, Platzierungen, Wochen, Auszeichnungen, Anmerkungen) | Höchstplatzierung, Gesamtwochen, AuszeichnungChartplatzierungen (Jahr, Titel, Album, Platzierungen, Wochen, Auszeichnungen, Anmerkungen) | Anmerkungen                                   |
| Jahr | Titel Album        | UK | DE | Anmerkungen                                   |
| ---- | ------------------ | --- | --- | --------------------------------------------- |
| 2014 | It’s My Birthday – | UK1 Platin · (17 Wo.)UK | DE41 Gold · (9 Wo.)DE | will.i.am feat. Cody Wise Verkäufe: + 820.000 |

Weitere Gastbeiträge
- 2014: Anja Nissen feat. Will.i.am und Cody Wise: I’m So Excited